# Diocesi di Victoria in Texas
La diocesi di Victoria in Texas (in latino: Dioecesis Victoriensis in Texia) è una sede della Chiesa cattolica negli Stati Uniti d'America suffraganea dell'arcidiocesi di Galveston-Houston,. Nel 2022 contava 97.000 battezzati su 299.000 abitanti. È retta dal vescovo Brendan John Cahill.

## Territorio
La diocesi comprende 9 contee del Texas, negli Stati Uniti d'America: Calhoun, Colorado, DeWitt, Goliad, Jackson, Lavaca, Matagorda, Victoria e Wharton. Comprende inoltre la parte della contea di Fayette a ovest del fiume Colorado.
Sede vescovile è la città di Victoria, dove si trova la cattedrale di Nostra Signora della Vittoria (Our Lady of Victory Cathedral).
Il territorio si estende su 25.513 km² ed è suddiviso in 63 parrocchie, raggruppate in 6 decanati: Cuero, Edna, El Campo, Hallettsville, Schulenburg e Victoria.

## Storia
La diocesi è stata eretta il 13 aprile 1982 con la bolla Libenter quidem di papa Giovanni Paolo II, ricavandone il territorio dalle diocesi di Corpus Christi e di Galveston-Houston (oggi arcidiocesi) e dall'arcidiocesi di San Antonio.
Nel dicembre del 1989 si è ingrandita, acquisendo tre parrocchie che erano appartenute alla diocesi di Austin.
Originariamente suffraganea di San Antonio, il 29 dicembre 2004 è entrata a far parte della provincia ecclesiastica di Galveston-Houston.

## Cronotassi dei vescovi
Si omettono i periodi di sede vacante non superiori ai 2 anni o non storicamente accertati.
- Charles Victor Grahmann † (13 aprile 1982 - 9 dicembre 1989 nominato vescovo coadiutore di Dallas)
- David Eugene Fellhauer (7 aprile 1990 - 23 aprile 2015 ritirato)
- Brendan John Cahill, dal 23 aprile 2015

## Statistiche
La diocesi nel 2022 su una popolazione di 299.000 persone contava 97.000 battezzati, corrispondenti al 32,4% del totale.
| anno | popolazione | popolazione | popolazione | presbiteri | presbiteri | presbiteri | presbiteri                | diaconi | religiosi | religiosi | parrocchie |
| anno | battezzati  | totale      | %           | numero     | secolari   | regolari   | battezzati per presbitero | diaconi | uomini    | donne     | parrocchie |
| ---- | ----------- | ----------- | ----------- | ---------- | ---------- | ---------- | ------------------------- | ------- | --------- | --------- | ---------- |
| 1990 | 117.000     | 228.183     | 51,3        | 72         | 56         | 16         | 1.625                     | 12      | 18        | 154       | 49         |
| 1999 | 108.562     | 255.276     | 42,5        | 66         | 56         | 10         | 1.644                     | 20      | 1         | 138       | 50         |
| 2000 | 108.562     | 255.276     | 42,5        | 68         | 58         | 10         | 1.596                     | 20      | 10        | 138       | 50         |
| 2001 | 108.562     | 255.276     | 42,5        | 64         | 56         | 8          | 1.696                     | 18      | 10        | 120       | 50         |
| 2002 | 108.884     | 261.323     | 41,7        | 65         | 56         | 9          | 1.675                     | 25      | 10        | 121       | 50         |
| 2003 | 107.937     | 211.996     | 50,9        | 67         | 59         | 8          | 1.611                     | 23      | 10        | 115       | 50         |
| 2004 | 106.441     | 266.549     | 39,9        | 63         | 55         | 8          | 1.689                     | 23      | 9         | 113       | 50         |
| 2010 | 116.049     | 284.000     | 40,9        | 60         | 53         | 7          | 1.934                     | 35      | 8         | 85        | 50         |
| 2014 | 119.600     | 292.229     | 40,9        | 62         | 55         | 7          | 1.929                     | 39      | 8         | 80        | 50         |
| 2017 | 104.730     | 292.229     | 35,8        | 67         | 65         | 2          | 1.563                     | 39      | 2         | 79        | 50         |
| 2020 | 96.350      | 297.840     | 32,3        | 69         | 69         |            | 1.396                     | 37      |           | 76        | 50         |
| 2022 | 97.000      | 299.000     | 32,4        | 74         | 74         |            | 1.310                     | 51      |           | 52        | 63         |